# سائل سلوي
السائل السلوي أو الأمنيوتي أو الأمينوسي أو الصاء أو الصاءة (بالإنجليزية: Amniotic fluid)‏ هو سائل غذائي ويُوفر الحماية للجنين يُوجد داخل الكيس الأمنيوتي في رحم المرأة.

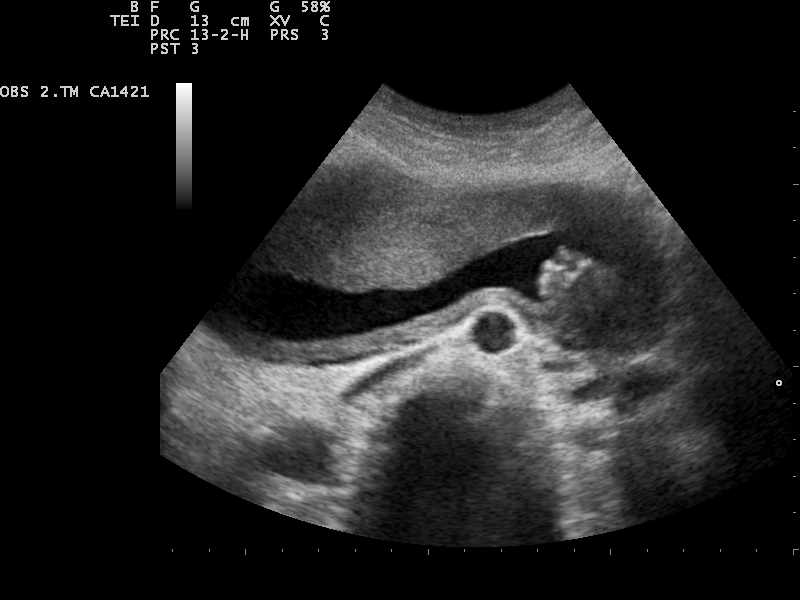
فحص موجات فوق الصوتية.

## تطور السائل الأمنيوتي
ينمو الكيس الأمنيوتي ويبدأ بالامتلاء، ولا سيما بالسائل بعد أسبوعين تقريبا من التلقيح. بعد 10 أسابيع في وقت لاحق يحتوي السائل على البروتينات والكربوهيدرات، والدهون، والدهون الفوسفاتية وسماد اليوريا والشوارد، والتي تساعد في نمو الجنين. ويستمر إنتاج السائل الذي يحيط بالجنين عن طريق السوائل التي تخرج من جلد الجنين حتى الإسبوع 14 من الحمل حتى النقطة التي يبدأ فيها الجلد بالتقرن. خلال الأسابيع 8-11، يبدأ الجنين في ابتلاع والتبول فيه، وهذا هو السبب في السائل الأمنيوتي يحتوي على البول في مراحل لاحقة من الحمل.
يزداد حجم السائل الأمنيوتي بنمو الجنين. تصل كمية السائل الأمنيوتي أعظم ما يكون عند الاسبوع 34 من عمر الحمل حيت تكون حوالي 800 مليلتر. ثم تنخفض كمية السائل إلى ما يقرب من 600 مليلتر في الأسبوع 40 من الحمل، والذي يكون عادة عند ولادة الطفل.
يخرج السائل الأمنيوتي عندما تتمزق السلى. ومن المعروف أن هذا يحدث أثناء المخاض، كما هو معروف «تمزق الأغشية العفوي» (تمزق السلى).
إذا تمزق قبل المخاض، يشار إليها بأنها «تمزق الأغشية قبل الأوان») غالبية السائل يبقى داخل الرحم حتى ولادة الطفل
. ويمكن أيضا تمزيق الغشاء اصطناعيا، أي تمزيق الكيس الأمنيوتي، ويؤدي لخروج السائل إذا لم تتمزق السلى عفويا.

## وظائف السائل الأمنيوتي
السائل يستنشق ويزفر من قبل الجنين. ومن الضروري أن يكون السائل في الرئتين من أجل دفعهم إلى الوضع الطبيعي. ابتلاع السائل الأمنيوتي يؤدي أيضا إلى البول ويسهم في تشكيل العقي. كذلك يحمي الجنين إذا ما تعرضت الأم إلى صدمات، ومن التصاق أعضائه الظاهرة ببعضها، ويسمح بحركة أسهل للجنين، ويعزز العضلات / يطور الهيكل العظمي، ويساعد على حماية الجنين من فقدان الحرارة.
يمكن تحليل السائل الأمنيوتي، والمأخوذ من بطن الأم في إجراء بزل السلى، حيث يكشف الكثير من جوانب صحة الطفل الجينية. وذلك لأن السائل يحتوي أيضا على خلايا جنينية، والتي يمكن من خلالها النظر عن عيوب وراثية.

## السائل الأمنيوتيوالخلايا الجذعية
تبين الدراسات الحديثة أن السائل الأمنيوتي يحتوي على كمية كبيرة من الخلايا الجذعية. هذه الخلايا الجذعية هي multipotent وقادرة على التمييز إلى الأنسجة المختلفة، والتي قد تكون مفيدة لتطبيقات بشرية في المستقبل. لقد وجد ويرى بعض الباحثين، بما في ذلك أنتوني أتالا من جامعة ويك فورست، قام فريق من جامعة هارفارد، والإيطالي باولو دي كوبي، أن السائل الذي يحيط بالجنين هو أيضا مصدر وفير من الخلايا الجذعية الجنينية
هذه الخلايا وقد أظهرت القدرة على التميز إلى عدد من مختلف أنواع الخلايا، بما في ذلك الكبد والدماغ والعظام.
فمن الممكن للحفاظ على الخلايا الجذعية المستخرجة من السائل الأمنيوتي في بنوك خاصة لحفظها.

## المضاعفات المتصلة بالسائل الأمنيوتي
السائل الأمنيوتي يمكن أن يكون قليلا (Oligohydramnios) أو كثيرا، ممكن أن يكون سببا أو مؤشرا لمشاكل للأم والطفل. في كلتا الحالتين فإن الغالبية العظمى من حالات الحمل تكون بشكل طبيعي وولادة طفل سليم، ولكن هذا ليس الحال دائما. يمكن للأطفال مع القليل جدا من السائل الأمنيوتي تطوير تقلصات في أطرافه، وارتياد القدمين واليدين، وأيضا وضع يهدد الحياة يدعى مصبغ الرئتين. إذا ولد طفل مع مصبغ الرئتين، والتي هي رئتين صغيرتين، وهذا الوضع هو مميت للطفل فقد يموت بعد فترة قصيرة من الولادة.
في كل زيارة ما قبل الولادة، وينبغي على طبيب التوليد / أمراض النساء أو القابلة قياس ارتفاع قاع الرحم بشريط قياس. ومن المهم أن يكون قياس ارتفاع قاع الرحم وتسجيلها بشكل صحيح لضمان نمو الجنين السليم وتنمية متزايدة من السائل الأمنيوتي. وينبغي على طبيب التوليد / أمراض النساء أيضا استعمال الموجات فوق الصوتية بشكل روتيني للمرضى، هذا الإجراء سيعطي أيضا مؤشرا على نمو الجنين السليم وتنمية السائل الأمنيوتي. يمكن أن يكون سبب قلة السائل Oligohydramnios عن طريق العدوى، أو اختلال وظيفي في الكلى أو تشوه (حيث أن كثير من حجم السائل الأمنيوتي يكون من البول كما أشرنا سابقا)، وإجراءات مثل خزعة المشيمة، والتمزق المبكر للأغشية قبل الأوان (PPROM).
يمكن في بعض الأحيان أن تعالج القلة Oligohydramnios بالراحة في الفراش، والماء عن طريق الفم عن طريق الوريد والمضادات الحيوية والمنشطات، ومن المهم أيضا أن تبقي الطفل دافئا.
كثرة السلى هو أحد عوامل الخطر المهيئة لتدلي الحبل، وأحيانا من الآثار الجانبية للحمل بجنبن كبير الحجم. ويرتبط كثرة السلى مع رتق المريء. ويتم إنتاج السائل الأمنيوتي في المقام الأول من قبل الأم حتى 16 أسبوعا من الحمل.
خثيرة السائل الأمنيوتي afe هي حالة نادرة في هذا الانسداد السائل الأمنيوتي في نظام الاوعية للام.
تمزق الأغشية قبل الأوان (PPROM) هو شرط أن يتسرب السائل الأمنيوتي قبل 38 إسبوعا من الحمل. يمكن أن يحدث هذا من قبل عدوى بكتيرية أو وجود خلل في هيكل الكيس الأمنيوتي، الرحم، أو عنق الرحم. في بعض الحالات، يمكن أن تسرب عفوي، ولكن في معظم الحالات من PPROM، يبدأ العلاج في غضون 48 ساعة من تمزق الغشاء، فمن الضروري أن تتلقّى الأم العلاج لتجنب العدوى المحتملة في حديثي الولادة.

## بزل السلى
بزل السَّلَى: أخذ عينة من السائل الموجود في الكيس السَّلوي (الأمنيوسي)، وهو السائل الذي يسبح فيه الجنين في بطن أمه. غالبية هذا السائل يتكون من بول الطفل ويحتوي على خلايا من أمنيوسية بالإضافة إلى خلايا الجلد الميتة. وتُجرى هذه العملية بعد الإسبوع الخامس عشر من الحمل، وذلك بإدخال إبرة في البطن للوصول إلى رحم المرأة. ويمكن عزل الخلايا المتواجدة في السائل السلي واستخدامها لتعيين جنس الجنين، وعدد المورثات (الكروموسومات) ودراسة الجينات بالكامل.

## إحصائيات
يتجدد السائل الأمنيوتي أثناء الحمل باستمرار، ويبلغ مجموع حجمه المتجدد أثناء الحمل وحتى الولادة نحو 700 لتر، وذلك لأن الجنين يتبول فيه ولا بد من تجديده وتنقيته، فهو يتجدد كل ثلاثة ساعات، وهذا هو سبب عطش المرأة الحامل. وعندما يُتم الجنين شهوره الثلاث الأولى تكون معظم أعضائه قد تكوّنت.